# HD 172051
HD 172051，又名BD-21 5081，SAO 187086、HR 6998，是一颗恒星，视星等为5.86，位于銀經12.73，銀緯-6.8，其B1900.0坐标为赤經18h 32m 55.6s，赤緯-21° -6.8′ 4″。